# کنستانتین ستریا (ورزشکار)
کنستانتین ستریا (انگلیسی: Constantin Sterea؛ زادهٔ ۲ ژانویهٔ ۱۹۵۱) بازیکن والیبال اهل رومانی است.